# National Mall
National Mall (Quảng trường Quốc gia) là một công viên cảnh quan trong National Mall and Memorial Park, một đơn vị chính thức của Hệ thống Công viên Quốc gia Hoa Kỳ. Nó nằm gần khu vực trung tâm thành phố Washington, D.C., thủ đô của Hoa Kỳ, và được quản lý bởi Dịch vụ Công viên Quốc gia (NPS) của Bộ Nội vụ Hoa Kỳ.
Thuật ngữ National Mall thường bao gồm các khu vực cũng chính thức là một phần của Công viên West Potomac lân cận và Vườn Hiến pháp ở phía tây nam. Thuật ngữ này thường được dùng để chỉ toàn bộ khu vực giữa Đài tưởng niệm Lincoln ở phía tây và phía đông của khuôn viên Tòa nhà Quốc hội Hoa Kỳ, với Đài tưởng niệm Washington phân chia khu vực hơi ở phía tây của điểm giữa của nó. Một chỉ định nhỏ hơn đôi khi được gọi là National Mall (lõi) không bao gồm cả khuôn viên Tòa nhà Quốc hội và khuôn viên Đài tưởng niệm Washington, chỉ áp dụng cho một khu vực giữa chúng.
Trung tâm mua sắm quốc gia chứa và biên giới một số bảo tàng của Viện Smithsonia, phòng trưng bày nghệ thuật, tổ chức văn hóa, và nhiều đài tưởng niệm, điêu khắc và tượng khác nhau. Công viên nhận được khoảng 24 triệu du khách mỗi năm.